# Началовский сельсовет
Нача́ловский сельсове́т — сельское поселение в Приволжском районе Астраханской области. 
Административный центр — село Началово.

## История
6 августа 2004 года в соответствии с Законом Астраханской области № 43/2004-ОЗ установлены границы муниципального образования, сельсовет наделен статусом сельского поселения.

## Население
| 2010    | 2012    | 2013    | 2014    | 2015  | 2016    | 2017    |
| ------- | ------- | ------- | ------- | ----- | ------- | ------- |
| 8284    | ↗8437   | ↗8794   | ↗9348   | ↗9934 | ↗10 696 | ↗11 216 |
| 2018    | 2019    | 2020    | 2021    |       |         |         |
| ↗11 659 | ↗12 024 | ↗12 756 | ↗18 384 |       |         |         |

## Состав сельского поселения
| № | Населённый пункт | Тип населённого пункта       | Население |
| - | ---------------- | ---------------------------- | --------- |
| 1 | Болдинский       | посёлок                      | ↘190      |
| 2 | Ивановский       | посёлок                      | ↘63       |
| 3 | Начало           | посёлок                      | ↗854      |
| 4 | Началово         | село, административный центр | ↗12 459   |
| 5 | Новоначаловский  | посёлок                      | ↗808      |
| 6 | Садовый          | посёлок                      | ↗513      |
| 7 | Яманцуг          | село                         | ↗405      |